# مگس‌گیر آبی مالزی
مگس‌گیر آبی مالزی (نام علمی: Cyornis turcosus) نام یک گونه از سرده مگس‌گیرهای آبی است.